# Fritz Fuchs (Anwalt)
Fritz Fuchs (* 24. Dezember 1881 in Kreuznach; † 6. Februar 1972 in Köln) war ein deutscher Rechtsanwalt und Politiker der CDU.

## Leben und Leistungen
Der evangelisch getaufte, gebürtige Bad Kreuznacher Fritz Fuchs wandte sich nach dem Abitur dem Studium der Rechtswissenschaften an der Ruprecht-Karls-Universität Heidelberg, der Friedrich-Wilhelms-Universität zu Berlin sowie der Rheinischen Friedrich-Wilhelms-Universität Bonn zu, welches er mit der Promotion zum Dr. jur. abschloss. 
Fritz Fuchs war im Anschluss an das Studium und die Promotion seit 1909 mehr als 50 Jahre als Anwalt am Oberlandesgericht Köln tätig. Er begann seine berufliche Laufbahn in der Kanzlei des Justizrats Bernhard Falk, der seit 1893 den Anwaltsberuf zunächst alleine ausübte. Beide firmierten seitdem unter „Falk & Fuchs“. Die Kanzlei wurde 1926 durch den Eintritt von Rechtsanwalt Wilhelm Koll zu einer Dreiersozietät erweitert.
Der zum Ehrensenator der Universität zu Köln ernannte Fritz Fuchs war mit Auguste geborene Buchholz verheiratet. Dieser Verbindung entstammten vier Kinder. Fritz Fuchs starb im Februar 1972 im Alter von 90 Jahren in Köln.

## Politisches Engagement
Fritz Fuchs zählte nach dem Zweiten Weltkrieg zu den Gründungsmitgliedern der Kölner CDU. In den Jahren 1947 bis 1956 versah er ehrenamtlich die Ämter des stellvertretenden Oberbürgermeisters der Stadt Köln sowie jenes des Vorsitzenden des Kulturausschusses. Darüber hinaus fungierte Fritz Fuchs seit 1946 als Mitherausgeber der Kölnischen Rundschau.

## Auszeichnungen und Ehrungen
Fuchs rettete mit seiner Frau Auguste im September 1944 Henriette Jordan, eine deutsche Frau jüdischer Herkunft, welche aufgrund ihrer Mischehe mit einem arischen Deutschen bis zu diesem Zeitpunkt nicht verfolgt worden war, vor der Deportation durch die Nationalsozialisten. In Würdigung dieses Verdienstes wurde das Ehepaar am 23. März 2010 posthum mit der Auszeichnung Gerechte unter den Völkern der israelischen Holocaust-Gedenkstätte Yad Vashem in Jerusalem bedacht. Zu Ehren der Eheleute Fuchs wurde in Bergisch Gladbach eine Straße nach ihnen benannt und trägt jetzt den Namen „Auguste-und-Fritz-Fuchs-Platz“.